# 2-ossoaldeide deidrogenasi (NADP+)
La 2-ossoaldeide deidrogenasi (NADP+) è un enzima appartenente alla classe delle ossidoreduttasi, che catalizza la seguente reazione:
una 2-ossoaldeide + NADP+ + H2O ⇄ un 2 ossoacido + NADPH + H+
L'enzima non è identico alla 2-ossoaldeide deidrogenasi (NAD+) (numero EC 1.2.1.23).